# Fritz Moeller-Schlünz
Fritz Moeller-Schlünz (* 18. Januar 1900 in Schwaan; † 13. Oktober 1990 in Lübeck) war ein deutscher Landschaftsmaler und Sänger (Bariton).

## Leben
Fritz Moeller-Schlünz wurde 1900 in Schwaan geboren. Nach seiner Schulzeit machte er eine Ausbildung zum Dekorationsmaler. Daneben hatte er Unterricht bei den Schweriner Landschaftsmalern Carl Malchin und Hermann Koenemann. Malchin empfahl Moeller-Schlünz die Aufnahme eines Studiums. Nach dem Ersten Weltkrieg begann er ein Studium an der Landeskunstschule am Lerchenfeld im Hamburger Stadtteil Uhlenhorst. Seine Lehrer im figürlichen Zeichnen und in der Malerei waren Hermann Carl Schroeder, Willy von Beckerath und Hugo Meier-Thur.
Nach Studienende wurde Moeller-Schlünz 1924 in Schwerin ansässig und war als Dekorationsmaler aktiv. In dieser Zeit hatte er verschiedene Aufträge zur Innenraumgestaltung von Herrenhäusern in Mecklenburg ebenso wie in Süddeutschland, unter anderem auch Kirchen und den Regina-Palast in München.
Gesundheitliche Gründe beendeten diese Tätigkeit. 1926 gründete er gemeinsam mit seinem Bruder eine Theatergruppe in Schwerin und blieb dann ganz beim Theater. Nach einer Gesangsausbildung war er an den Bühnen in Altenburg, Gera, Kolberg und Berlin engagiert, das Lübecker Stadttheater verpflichtete ihn ab 1934 als Bariton und Schauspieler. Der Malerei blieb er auch weiterhin verbunden.
Ab der Pensionierung im Jahre 1960 war die Malerei wieder das Hauptthema. Er unternahm mit seiner Frau mehrfach Kunstreisen durch Europa, wobei vor Ort zahlreiche Motive in Öl oder als Aquarell festgehalten wurden, in der Mehrzahl Städte- und Landschaftsbilder. 1981 erhielt er vom Kulturkreis Mecklenburg e.V. in Hamburg den „Franz Bunke-Kunstpreis“. Fritz Moeller-Schlünz starb 1990 in Lübeck im 91. Lebensjahr.
Am 24. Februar 2019 wurde eine Folge der Sendung Lieb & Teuer des NDR ausgestrahlt, die von Janin Ullmann moderiert und im Schloss Reinbek gedreht wurde. Darin wurde mit der Gemälde-Expertin Beate Rhenisch ein Ölgemälde von Moeller-Schlünz aus dem Jahre 1947 besprochen, das eine Landschaft mit dem Dorf Lauterbach auf Rügen als Motiv zeigt.

## Werke (Auswahl)
| - Vitt mit Kreidefelsen und Kap Arkona, 1939 - Dünen bei Wustrow, Mecklenburg, 1939 - Bauernkate am Ribnitzer Bodden - Fischkutter bei Gothmund, 1949 - Erntelandschaft am Elb-Trave-Kanal, 1950 - Sommertag am Timmendorfer Strand - Burg Meersburg am Bodensee, 1952 - Schwarzwaldblick ins Tal - Rothenhusen am Ratzeburger See, 1956 - Sulzfeld am Main, 1958 - Kopenhagen. Königliches Schloss, 1958 - Niendorfer Hafen (Ostsee), 1959 - Nordsee – Tönning Hafen, 1960 | - Baden-Baden, 1960 - Kopenhagen. Nyhavn. Stadthafen mit Fischerbooten, 1961 - Sacre Coeur – Paris, 1962 - Sacré-Coeur de Montmartre – Paris Stadtszene, 1962 - Wasserstraße in Venedig, 1963 - Garmisch-Partenkirchen. Zugspitze. Obergrainau, 1964 - Steilküste Nord-Frankreich bei Etretat, 1965 - Morsum Kliff auf Insel Sylt, 1965 - Alte Brücke bei Rothenhusen – Ratzeburg - Lübeck. Pegonienstraße mit Petri-Kirche, 1969 - Norddeutsche Landschaft. Sonniger Tag, 1976 - Sonniger Wintertag in Ahrenshoop – Darss, 1977 - Am Ratzeburger Dom, 1979 |